# Office impérial aux Colonies
L'office impérial aux Colonies ou secrétariat d'État impérial des Colonies est un ministère de l'Empire allemand créé en 1880 et chargé du développement des colonies et de la politique postale. Le responsable de l'office porte le titre de « secrétaire d'État ».

## Histoire

Drapeau du ministère.

Jusqu'en 1890 le département politique du ministère des Affaires étrangères s'occupe des intérêts allemands outremer et donc de la politique coloniale naissante de l'Empire allemand. Certains bureaux, bien que dépendant des Affaires étrangères, sont cependant sous l'autorité directe du chancelier impérial. L'office dirige directement à partir de 1896 le commandement des Schutztruppe (troupes coloniales de protection) qui était auparavant du ressort du Reichsmarineamt (office impérial à la marine).
C'est le 17 mai 1907 que le Reichstag crée le nouveau secrétariat d'État aux colonies, ou office impérial aux colonies. Le département colonial est donc regroupé en une seule administration qui prend plus d'importance et dépend de l'autorité du chancelier impérial, à cette époque le prince von Bülow. Il est dirigé par un secrétaire d'État aux colonies et un sous-secrétaire d'État aux colonies.
L'office devient le 20 février 1919 le Reichscolonialministerium, ministère colonial du Reich, qui doit liquider et mener à bonne fin les affaires des anciennes colonies disparues.

## Structure
L'office est divisé en quatre départements. Le département A se charge des affaires politiques et des affaires du gouvernement colonial, ainsi que de la police; le département B se charge des affaires des finances coloniales, du développement des voies de communication et des moyens techniques; le département C s'occupe des carrières et des affaires du personnel; enfin le quatrième département s'occupe des Schutztruppe, c'est le Kommando der Schutztruppen, ou commandement des troupes de protection. En outre, la Kolonialhauptkasse (haute-caisse coloniale) s'occupe des traitements des fonctionnaires et des transactions financières.
Le Kolonialrat (conseil colonial) est remplacé en 1908 par un comité d'experts indépendants. Il existe aussi une Landeskundliche Kommission (commission géographique) qui examine et organise les expéditions d'exploration; mais elle est remplacée en 1911 par une Ständige Wirtschaftliche Kommission (commission économique permanente). D'autres commissions se réunissent au conseil allemand d'agriculture et conseillent l'office aux colonies.
Le Reichskolonialamt se trouvait au N°62 de la Wilhelmstraße à Berlin, mais le commandement des troupes coloniales de protection se trouvait à côté, à la Mauerstraße.
Les archives du Reichskolonialamt et d'autres provenant des colonies sont gardées aux archives fédérales allemandes à Berlin-Lichterfelde. Elles proviennent du Deutsches Zentralarchiv de Potsdam, du temps de la République démocratique allemande.

## Secrétaires d'État
| Secrétaire d'État à l'office du Reich aux Colonies |                          |                  |                  |
| N°                                                 | Nom                      | Début            | Fin              |
| 1                                                  | Bernhard Dernburg        | 17 mai 1907      | 9 juin 1910      |
| 2                                                  | Friedrich von Lindequist | 10 juin 1910     | 3 novembre 1911  |
| 3                                                  | Wilhelm Solf             | 20 décembre 1911 | 13 décembre 1918 |
| 4                                                  | Johannes Bell            | 13 février 1919  | 20 juin 1919     |

## Sources
- (de) Cet article est partiellement ou en totalité issu de l’article de Wikipédia en allemand intitulé « Reichskolonialamt » (voir la liste des auteurs).